# Opera rockowa
Opera rockowa – forma muzyczna typowa dla muzyki rockowej, blisko spokrewniona z musicalem, oraz mająca pewne podobieństwa do klasycznej lub współczesnej opery. Zawsze w formie albumu tematycznego, często też wystawiana na scenie w formie przedstawienia z towarzyszeniem zespołu rockowego. W sferze tekstowej opera rockowa jest dziełem epickim, opowiadającym jakąś historię.
Za pierwszą w pełni ukształtowaną operę rockową uchodzi dzieło grupy Pretty Things S.F. Sorrow, historia Sebastiana F. Sorrowa (1968).
Przykłady oper rockowych:
- Avantasia – The Metal Opera i The Metal Opera Part II
- Ayreon – The Human Equation, 01011001
- Blue Öyster Cult – Imaginos
- Caamora – She
- Dream Theater – Metropolis pt I z płyty Images and Words i Metropolis pt II – Scenes from a Memory
- Pretty Things – S.F. Sorrow
- The Who – Tommy i Quadrophenia
- David Bowie –  The Rise and Fall of Ziggy Stardust and the Spiders from Mars
- Pink Floyd – The Wall
- Meat Loaf – Bat Out of Hell i Bat Out of Hell II: Back Into Hell
- Styx – Kilroy Was Here
- Frank Zappa – Joe's Garage, 200 Motels
- O.Wakeman/C.Nolan – Jabberwocky
- Jeff Wayne – War of the Worlds
- Lacrimosa – Elodia
- Genesis – The Lamb Lies Down on Broadway
- Lao Che – Powstanie Warszawskie
- W.A.S.P. – The Crimson Idol
- Green Day – American Idiot i 21st Century Breakdown
- Marcin Kołaczkowski, Hadrian Filip Tabęcki i Jacek Korczakowski – Krzyżacy[2]
- Kayak – Merlin, Bard of the Unseen
- Peter Hammill - The Fall of the House of Usher

oraz musicale rockowe:
- Tim Rice i Andrew Lloyd Webber – Jesus Christ Superstar
- Godspell
- Queen – We Will Rock You (musical)
- Terrance Zdunich, Darren Smith – Repo! The Genetic Opera